# Easy's Waltz
Easy's Waltz es una película dramática estadounidense de 2025 dirigida por Nic Pizzolatto, escrita por Pizzolatto y basada en una idea original de Vince Vaughn. Se trata del primer trabajo como director de Pizzolatto en el cine. Está protagonizada por Vaughn, Al Pacino y Simon Rex. El filme tendrá su estreno mundial en el Festival Internacional de Cine de Toronto.

## Trama
Lewis (Vaughn), un comediante y crooner sin suerte, intenta abrirse paso por la moderna Las Vegas junto con otras personalidades de la vieja escuela y tiene una segunda oportunidad después de llamar la atención de un representante de la industria del entretenimiento (Pacino).

## Reparto
- Vince Vaughn como Lewis
- Al Pacino como Mickey
- Simon Rex como Sam
- Kate Mara como Lucy
- Fred Melamed
- Niki Taylor
- Shane Gillis
- Shania Twain
- Cobie Smulders como Monica
- Aaron Abeyta como Elvon

## Producción
En una publicación de Instagram en agosto de 2022, Nic Pizzolatto mencionó que planeaba dirigir un filme protagonizado por Vince Vaughn como un cantante de Las Vegas y que se encontraba en el proceso de búsqueda de fianciamiento. La idea original de la película fue desarrollada por Vaughn. Pizzolatto afirmó que posiblemente se trataba de su «historia favorita». En febrero de 2023, se anunció que Pizzolatto iba a realizar su primer largometraje como director y guionista, un drama descrito como una mezcla entre Swingers y A Star Is Born. También se informó que el reparto iba a estar conformado por Vaughn, Al Pacino, Michelle Monaghan y Simon Rex. Pizzolatto seleccionó a Rex para interpretar al hermano del personaje de Vaughn basándose en la actuación del actor en el filme Red Rocket. Rex describió Easy's Waltz como una película «lenta, dramática, hermosa y oscura». El personaje de Shane Gillis había sido escrito para Norm MacDonald, quien falleció en 2021.
En marzo de 2024, se dio a conocer que el rodaje comenzaría en abril en California. Al mismo tiempo, el productor Tim Zajaros de EW Film postuló la producción a un programa de reducción de impuestos del estado de Nevada. En dicha aplicación se especificó que la filmación tendría lugar en los hoteles y casinos Wynn Las Vegas y El Cortez, y que Todd Phillips realizaría tareas como productor ejecutivo.  En mayo, Vaughn y Pacino fueron vistos filmando en Circa Resort & Casino y en el centro de Las Vegas. El músico Shawn Eiferman informó que había estado grabando durante un día entero con el reparto principal y Cobie Smulders. El mismo mes, Pizzolatto anunció que había terminado de filmar Easy's Waltz después de un rodaje de tres meses en Las Vegas. Hacia octubre del mismo año, el filme se encontraba en fase de posproduction.
Aproximadamente un año después de finalizada la filmación, el proceso de edición de la película estuvo marcado por importantes desacuerdos entre Pizzolatto y los productores. Los productores intentaron forzar al director a realizar una versión del filme más «accesible para el público general», lo que provocó conflictos intensos durante el montaje. Tras los desacuerdos, Pizzolatto afirmó que «el concurso de "versiones de edición vastamente diferentes" va para los financiadores». En otra ocasión, el director se mostró poco entusiasta con respecto al futuro de la película, comentando que desconocía cual sería la versión final.